# John St. Leger Douglas
 (novembre 2015).
John St. Leger Douglas (4 juillet 1732, Antilles – 23 mai 1783, Teddington), est un homme politique britannique.

## Biographie
Petit-fils du gouverneur Walter Douglas et du lieutenant-gouverneur Michael Lambert, il est membre du Parlement pour Hindon (en) de 1769 à 1774, puis de Weobley (en) entre 1774 et 1783.
Dans un discours enregistré à la Chambre des communes, il a aidé le gouvernement à l'encontre des intérêts des Indes occidentales, même après le déclenchement de la guerre contre l'Amérique en 1775, déclarant que lui aussi « avait une terre considérable dans les Antilles ».
John Douglas St Leger était l'éleveur du cheval de course invaincu, le pur-sang Goldfinder (en).